# Андреев, Владислав Витальевич
Владислав Витальевич Андреев (род. 4 мая 1987, Мархинский наслег, Якутская АССР) — белорусский борец вольного стиля, чемпион и призёр чемпионатов Беларуси, призёр чемпионатов Европы и мира, обладатель Кубка мира, мастер спорта России международного класса.

## Карьера
Увлёкся борьбой в 1998 году. Тренировался под руководством В. Н. Мурзинкова и В. П. Керемясова. Член сборной команды Беларуси с 2006 года. Лучший спортсмен Якутии 2014 года. Чемпион СНГ среди военнослужащих. Бронзовый призёр чемпионата мира среди военнослужащих 2010 года. Победитель и призёр многих международных турниров. В 2014 году земляками ему был торжественно вручён сертификат на квартиру в городе Нюрба. В декабре 2021 года завершил спортивную карьеру.